# Офилейн, Уильям Энтони
Уи́льям «Билл» Э́нтони Офиле́йн (англ. William «Bill» Anthony Oefelein; род. 1965) — астронавт НАСА. Совершил один космический полёт на шаттле: STS-116 (2006, «Дискавери»), капитан 2-го ранга ВМС США.

## Личные данные и образование

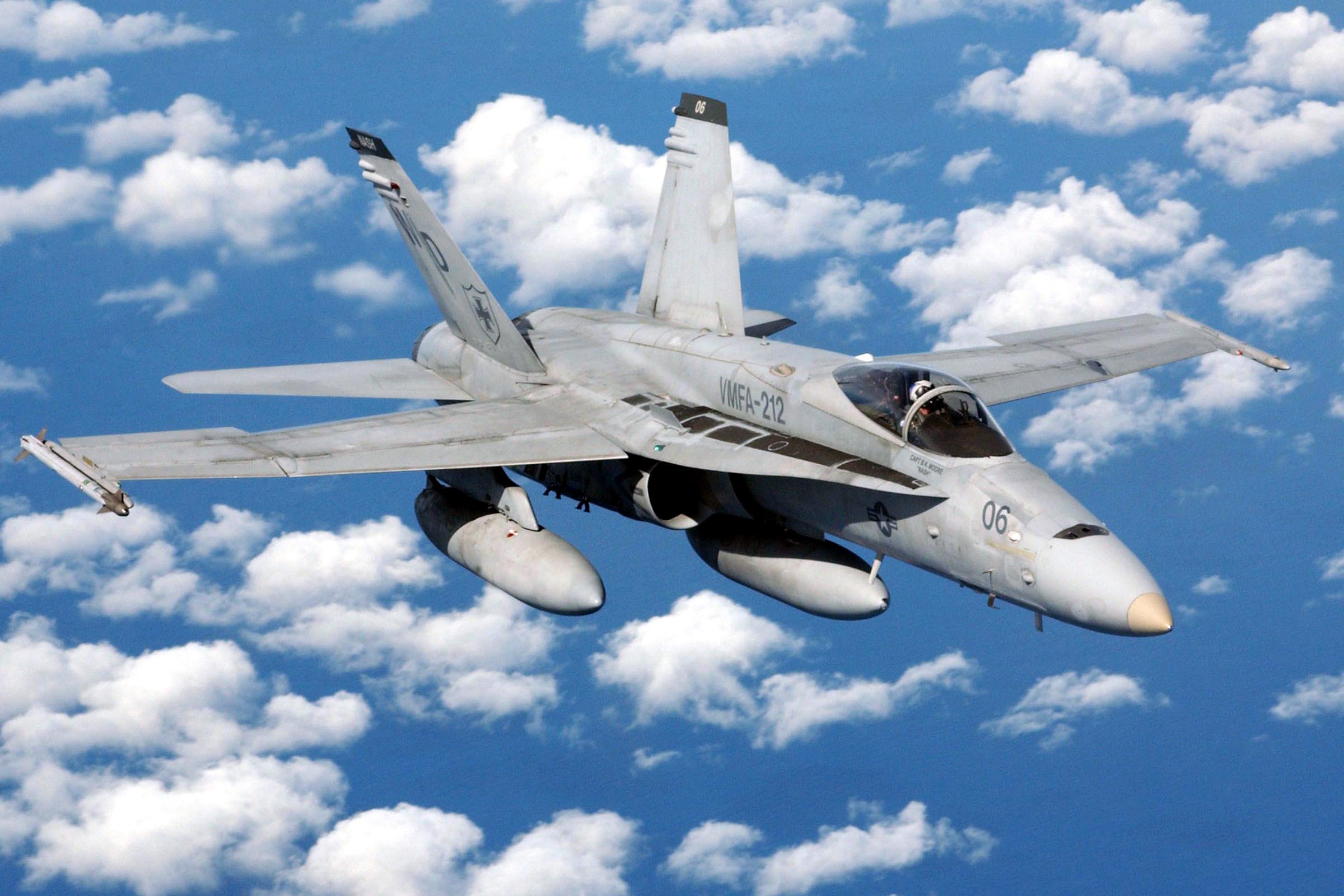
Самолёт F/A-18 Hornet в полёте.

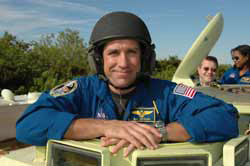
Офилейн за день до старта (9 декабря 2006 года) Хьюстон, Техас.

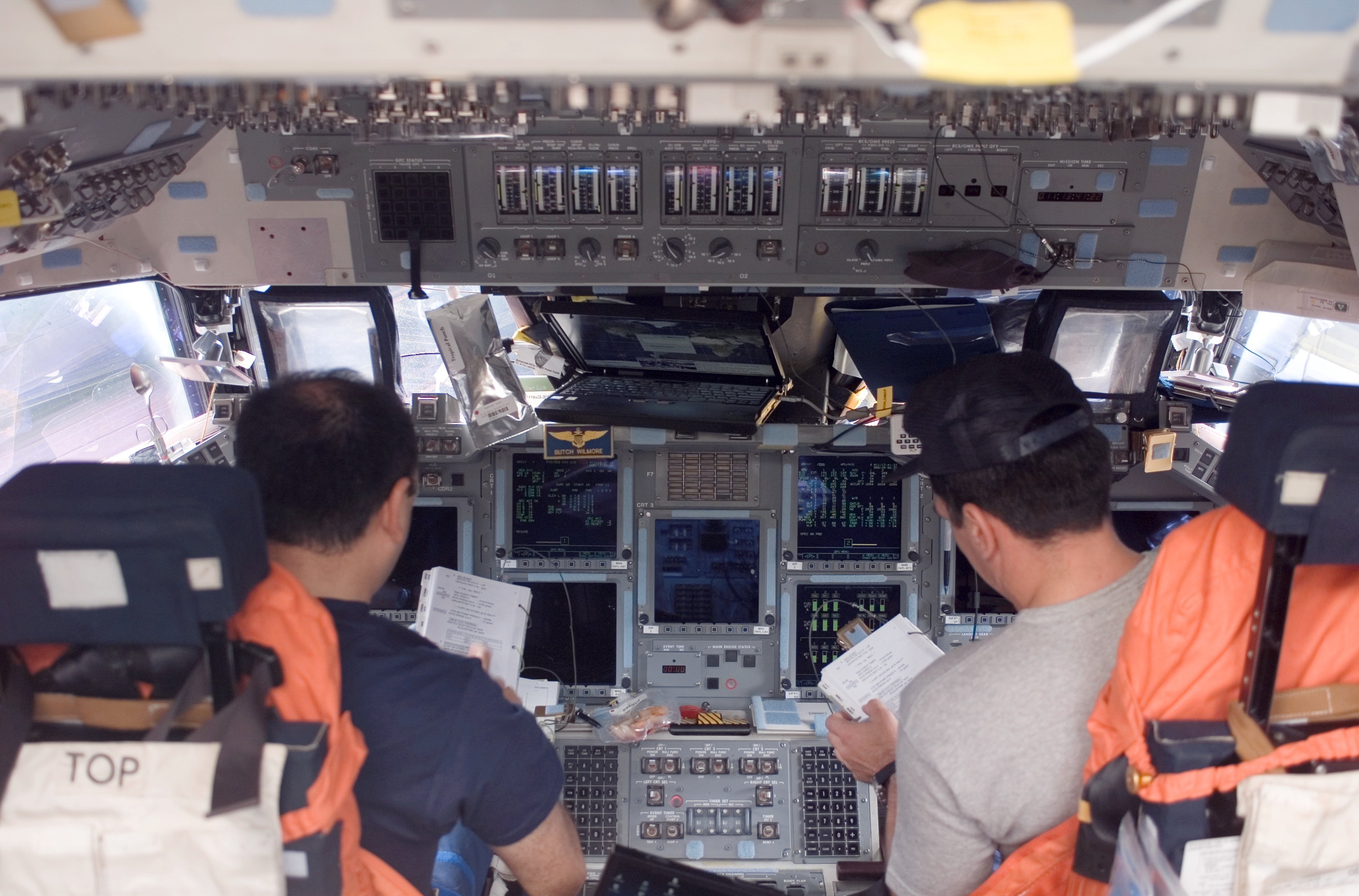
STS-116: Офилейн (справа), на орбите, обсуждение посадки с командиром.

Уильям Офилейн родился 29 марта 1965 года в городе Форт-Бэлвор, штат Виргиния, но своим родным считает город Анкоридж, штат Аляска, где в 1983 году окончил среднюю школу. В 1988 году получил степень бакалавра в области электротехники в Орегонском Университете. В 1998 году получил степень магистра наук в области авиационной техники в Космическом институте при Университете Теннесси.
Жена — Михаэлла Дэвис, она из Анкориджа, штат Аляска. Они познакомились в Орегонском Университете, прожили вместе 15 лет, у них двое детей: Кристен и Бад. Его интересы: поднятие тяжестей, катание на лыжах, езда на велосипеде, рыбалка, походы по нехоженным местам и игра на гитаре. Его родители, Рэнди и Билли Офилейны, проживают в Анкоридже, Аляска. Её родители, Пэт и Шарлин Дэвис, проживают в Кайлуа-Кона, Гавайи.

## До НАСА
В 1988 году Офилейн стал мичманом ВМС и был направлен в Военно-морскую Школу лётчиков-испытателей, на авиабазе в городе Патаксенте, штат Мэриленд. В 1989 году начал проходить лётную практику в Техасе и в сентябре 1990 года стал военно-морским лётчиком. Затем как морской лётчик-истребитель был распределён на авиабазу в Макас Эль Торо, Калифорния, где стал летать на самолётах F/A-18 Hornet. По окончании переподготовки, был направлен на авиабазу «Лемур», Калифорния, где стал служить на борту на борту авианосца «Нимиц». Совершил походы в Тихий и Индийский океаны, а также побывал в Персидском заливе. Затем поступил в Школу вооружений и боеприпасов, занимался тактическими ракетами воздух-воздух. В январе 1995 года Офилейн был направлен в Школу лётчиков-испытателей на авиабазе Патаксент-Ривер, в штате Мэриленд. После окончания школы, в декабре 1995 года стал заниматься испытаниями самолётов F/A-18. В феврале 1997 года вернулся в ВМС, как лётчик-испытатель стал заниматься обучением на F/A-18, Т-2 и U-6. В феврале 1998 года он был переведён на авиабазу «Океана», штат Виргиния, где и узнал о приглашении в НАСА. Имеет налёт свыше 2 000 часов на более чем 50 различных типах самолётов и совершил более 200 посадок на палубы авианосцев.

## Подготовка к космическим полётам
В июне 1998 года был зачислен в отряд НАСА в составе семнадцатого набора, кандидатом в астронавты. С августа 1998 года стал проходить обучение по курсу Общекосмической подготовки (ОКП). По окончании курса, в августе 1999 года получил квалификацию «пилот корабля» и назначение в Офис астронавтов НАСА. Был назначен оператором связи с экипажами и работал в Отделе развития шаттлов.

## Полёты в космос
- Первый полёт — STS-116[3], шаттл «Дискавери». С 10 по 22 декабря 2006 года в качестве «пилота корабля». Цель полёта: доставка и монтаж сегмента ферменной конструкции МКС P5, частичная замена долговременного экипажа МКС, доставка грузов на МКС в транспортном модуле «Спейсхэб». Три основных компонента полезной нагрузки шаттла составляли: сегмент ферменной конструкции Р5, одиночный модуль «Спейсхэб» и панель, на которой установлено экспериментальное оборудование. Сегмент Р5 будет служить промежуточным звеном между панелями солнечных батарей, что обеспечит переконфигурацию распределения электроэнергии и систем охлаждения. Кроме того шаттл доставил на орбиту три пико-спутника, которые были запущены после отстыковки шаттла от МКС. Эти три спутника имеют размер с чашку кофе. Успешная установка сегмента P5 является ключевым моментом для конфигурации системы электроснабжения МКС. Система электроснабжения состоит из генераторов энергии, накопления и хранения энергии, управления и распределения электроэнергии. Во время полёта выполнил четыре выхода в открытый космос: 12 декабря 2006 года — продолжительностью 6 часов 36 минут. Главной задачей выхода была установка сегмента ферменной конструкции Р5. Монтаж сегмента Р5 осуществлялся с помощью робота-манипулятора станции, которым управляла Джоан Хиггинботэм. Астронавты также заменили вышедшую из строя камеру на сегменте S1, и выполнили несколько небольших заданий, в том числе провели электрические соединения между сегментами Р4 и Р5 и проверили надёжность сборки. 14 декабря — 5 часов 1 минуту, астронавты занимались электромонтажными работами: прокладывали силовые кабели и подключали солнечные батареи к системе энергоснабжения МКС. 16 декабря — 6 часов 31 минуту, астронавты продолжали заниматься электромонтажными работами: прокладывали силовые кабели и подключали солнечные батареи к системе энергоснабжения МКС. В дополнение, астронавты пытались расшатать и свернуть заклинившую солнечную батарею сегмента Р6. Эти попытки удались им лишь частично. Удалось сложить ещё 4 секции батареи (в общей сложности, сложились 21 секции из 31). Вернуть батарею в полностью сложенное состояние не удалось. 18 декабря 2006 — 6 часов 28 минут, при предыдущих выходах и попытках свёртывания крыла 4B, оно заклинило. Было принято решение о дополнительном, четвёртом выходе в космос, чтобы устранить препятствия к свёртыванию солнечной батареи. 18 декабря эту задачу успешно выполнили Роберт Курбим и Кристер Фуглесанг. Продолжительность полёта составила 12 дней 20 часов 44 минуты[4].

Общая продолжительность полётов в космос — 12 дней 20 часов 44 минуты.

## После полётов
1 июня 2007 года ушёл из НАСА, вернулся на службу в ВМС США. Причина ухода — вскрывшиеся отношения с астронавткой Лизой Новак, причём в ситуации, когда оба астронавта официально состояли в своих браках и жили в своих семьях.

## Награды и премии
Награждён: Медаль «За космический полёт» (2006) и многие другие.